# 嬉野市立五町田小学校
嬉野市立五町田小学校（うれしのしりつ ごちょうだしょうがっこう）は、佐賀県嬉野市塩田町大字五町田甲にある市立の小学校。

## 概要

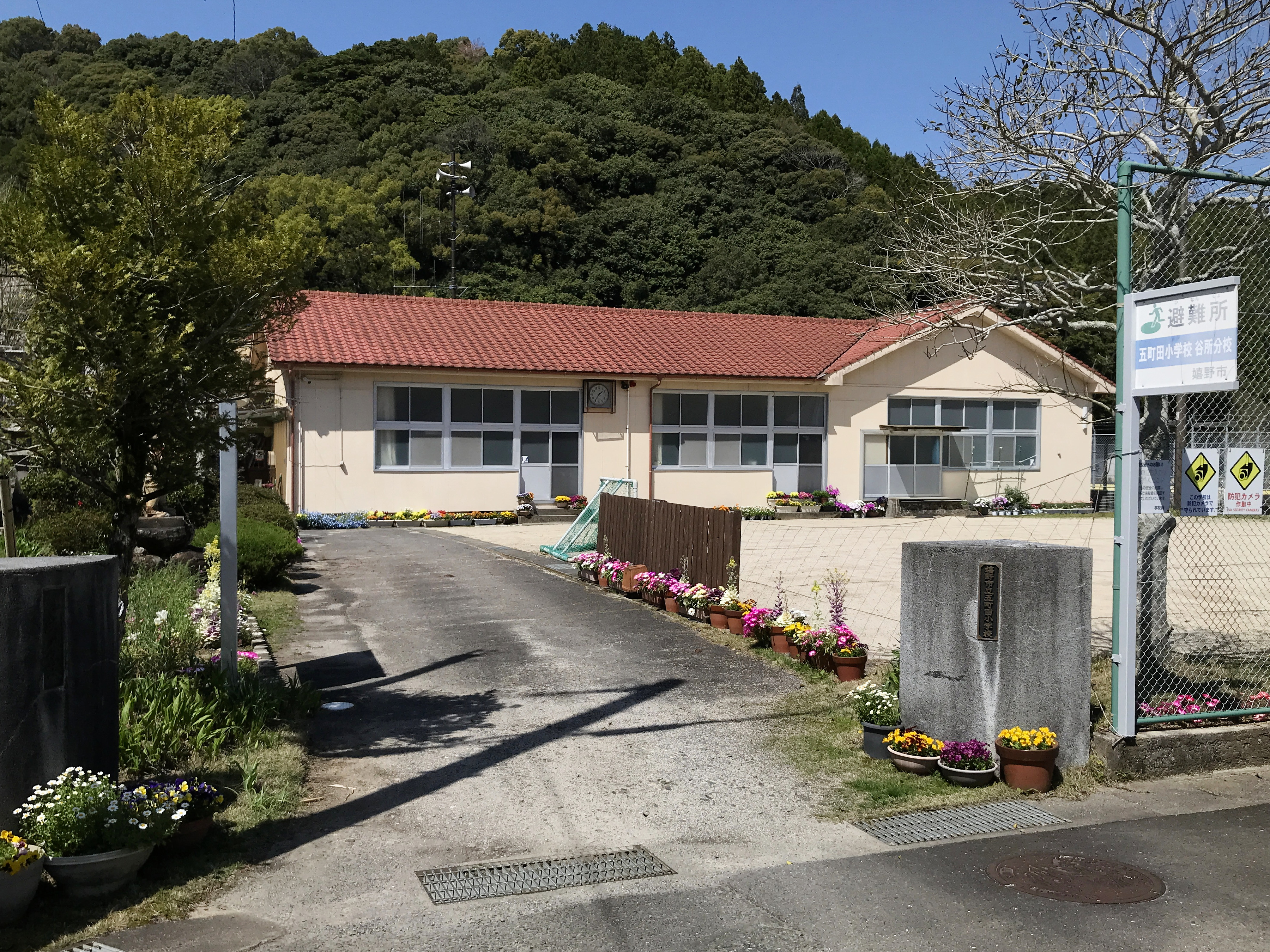
谷所分校

歴史
1880年（明治13年）創立。数回の改組・改称を経て、現校名になったのは2006年（平成18年）。
校章
桜の花弁を背景にして、中央に校名の頭文字「五」を配している。
校歌
1937年（昭和12年）制定。
校区
嬉野市塩田町のうち「鳥越、山口、殿ノ木庭、永石、平山、茂手、鳥坂、下童、石垣、新村、三ヶ崎、五町田第一、五町田第二、五町田第三、五町田第四、五町田第五、袋、真崎、大牟田、福富」。中学校区は嬉野市立塩田中学校。
分校
- 谷所分校（たにどころ）
  - 校区 - 塩田町鳥越、山口、殿ノ木庭、永石、平山、茂手の区域の1・2年生
  - 所在地 - 〒843-0300 佐賀県嬉野市塩田町大字谷所山口684番地1

（北緯33度05分59.9秒 東経130度03分25.8秒 / 北緯33.099972度 東経130.057167度）

## 沿革
- 1880年（明治13年）1月 - 塩田小学校から分離の上、「五町田小学校」が創立。
  - 五町田村大字五町田85番地に校舎を新設。
- 1885年（明治18年）8月 - 統合により、「公立塩田小学校 五町田分校」となる。
- 1886年（明治19年）1月 - 塩田小学校から分離の上、「公立五町田小学校」と改称。
- 1887年（明治20年）- 小学校令の施行により、尋常科（4年制）を設置の上、「尋常五町田小学校」に改称。
- 1889年（明治22年）4月1日 - 町村制の施行により、藤津郡五町田村、真崎村、谷所村が合併して村制施行し、五町田村が発足。
- 1895年（明治28年）5月 - 「五町田尋常小学校」と改称。
- 1901年（明治34年）5月 - 五町田村五町田に新校舎が完成。
- 1908年（明治41年）4月1日 - 改正小学校令により、尋常科が6年制、高等科が2～3年制となる。
- 1909年（明治42年）4月1日 - 谷所尋常小学校と美野尋常小学校を統合。
- 1911年（明治44年）4月1日 - 高等科を併置の上、「五町田尋常高等小学校」に改称。
- 1914年（大正3年）10月 - 五町田区桜丘上（現在地）に新校舎が完成。
- 1921年（大正10年）6月 - 第四校舎が完成。
- 1923年（大正12年）10月 - 谷所分教場（後の谷所分校）が創立。
- 1926年（大正15年）8月 - 美野分教場（後の美野分校）が創立。
- 1935年（昭和10年）4月 - 講堂が完成。
- 1937年（昭和12年）9月 - 校歌を制定。
- 1941年（昭和16年）4月1日 - 国民学校令の施行により、「五町田村国民学校」と改称。尋常科を初等科に改める。
- 1947年（昭和22年）
  - 4月1日 - 学制改革が行われる。
    - 国民学校初等科は、新制小学校「五町田村立五町田小学校」に改組・改称される。
    - 国民学校高等科は、青年学校普通科とともに、新制中学校「五町田村立五町田中学校[2]」に改組される。当面、小学校に併設の形をとる。

  - 11月 - 児童図書館を開設。
- 1948年（昭和23年）
  - 3月 - 育友会が発足。
  - 8月 - 中学校校舎が完成し、併設を解消。
- 1956年（昭和31年）9月1日 - 町村合併により、「塩田町立五町田小学校」と改称。
- 1957年（昭和32年）4月1日 - 校区変更により美野区の5・6年児童は、塩田町立塩田小学校へ転出。
- 1961年（昭和36年）5月 - 谷所分校校舎を改築。
- 1965年（昭和40年）3月 - 第1棟南側に庭園を造成。
- 1967年（昭和42年）4月1日 - 特殊学級を開設。
- 1968年（昭和43年）3月31日 - 美野分校を廃止。
- 1970年（昭和45年）3月 - 旧・塩田中学校校舎に4・5・6年生が移転を完了。
- 1972年（昭和47年）7月 - プールが完成。
- 1975年（昭和50年）1月 - 旧小学校校舎を解体完了。
- 1976年（昭和51年）7月 - 新校舎が完成。9月に移転完了し、授業を開始。
- 1978年（昭和53年）
  - 5月 - 運動場の整地を完了。校地内に塩田町営テニスコートが完成。
  - 11月 - 創立100周年記念式典を挙行。
- 1979年（昭和54年）8月 - 谷所分校のプールが完成。
- 1982年（昭和57年）
  - 1月 - 講堂を解体。
  - 2月 - 体育館が完成。
  - 9月 - 運動場の照明施設が完成。
- 1983年（昭和58年）7月 - 旧講堂跡地に学級園を造成。
- 1987年（昭和62年）11月 - 2教室を増設。
- 1992年（平成4年）
  - 2月 - 中庭に観察池が完成。
  - 7月 - 河川改修のため、分校プールを移設。
- 2006年（平成18年）1月1日 - 2町合併により、「嬉野市立五町田小学校」（現校名）に改称。
- 2010年（平成22年）4月 - 太陽光発電装置を設置。
- 2012年（平成24年）4月 - 通級指導教室設置
- 2013年（平成25年）9月 - 校舎の改修工事を完了。
- 2017年（平成29年）5月 - 第1回五町田小校区運動会（校区合同）を開催。
- 2021年（令和3年）3月 - 新学童舎が完成。

## かつての分校
- 美野分校（みの）

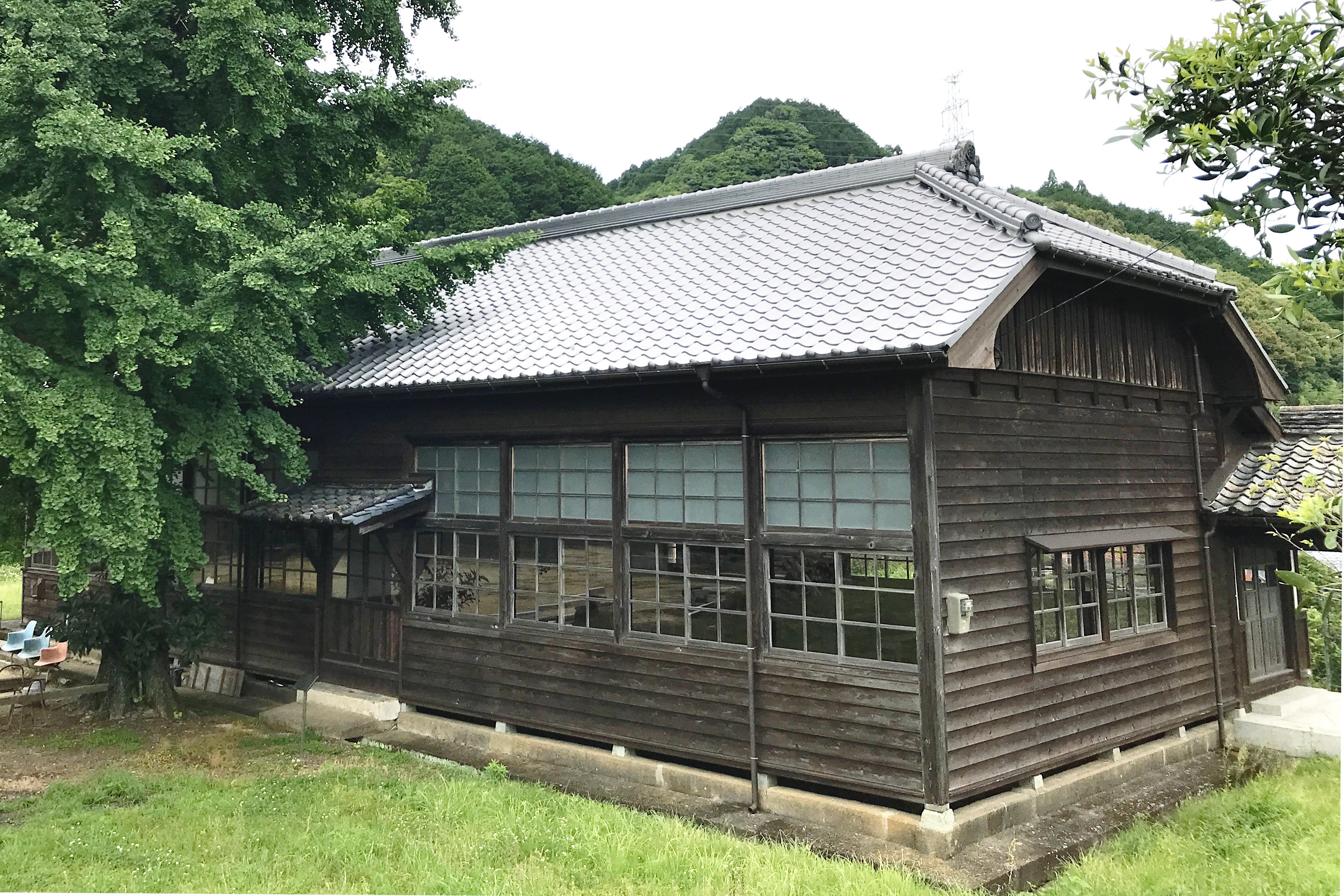
旧・美野分校／美野分教場

- 所在地 : 嬉野市塩田町大字五町田乙4499（字熊野）（北緯33度07分45.0秒 東経130度01分42.1秒 / 北緯33.129167度 東経130.028361度）
- 創立年 : 1926年（大正15年）
- 閉校年月日 : 1968年（昭和43年）
- 閉校後の活用 : しばらくの間公民館として利用された。教室棟は公民館時代に減築され、残った東側半分はその後市有の生涯学習施設「旧美野分教場」となっている。木造平屋・半切妻造妻入りの建物で、地元美野の大工により、美野の国有林産の木材を用いて1927年に建設された。2007年度の佐賀県遺産に認定されている。

## 交通
本校
最寄りの鉄道駅
- JR九州 長崎本線「肥前鹿島駅」

最寄りのバス停留所
- 乗合タクシー上久間線「学校下」停留所

最寄りの幹線道路
- 佐賀県道208号大木庭武雄線

谷所分校
最寄りのバス停留所
- 吉田線「八天社前」停留所

最寄りの幹線道路
- 佐賀県道41号鹿島嬉野線　「八天神社前」交差点

## 周辺
本校
- 佐賀県立うれしの特別支援学校
- 和泉式部公園
- 鹿島警察署 五町田警察官駐在所

谷所分校
- 八天神社
- 鹿島川